# Holotrichia serrata
Holotrichia serrata är en skalbaggsart som beskrevs av Fabricius 1781. Holotrichia serrata ingår i släktet Holotrichia och familjen Melolonthidae. Inga underarter finns listade i Catalogue of Life.